# Rolls-Royce Merlin

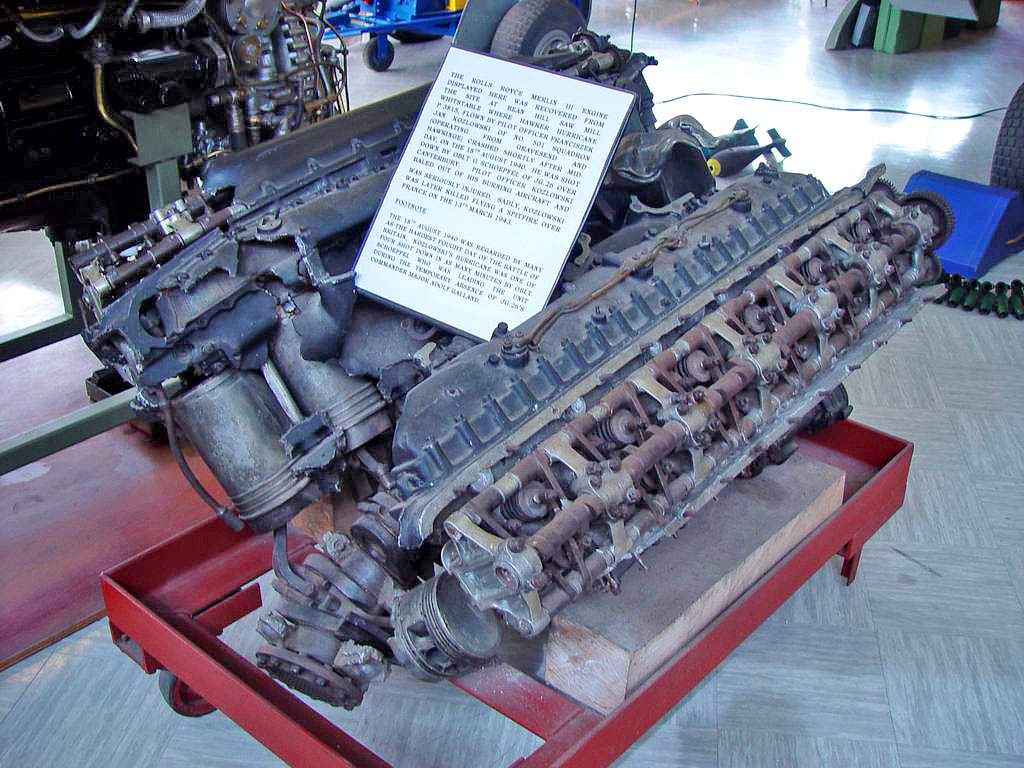
Rolls-Royce Merlin

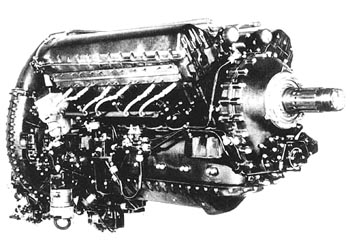
Rolls-Royce Merlin

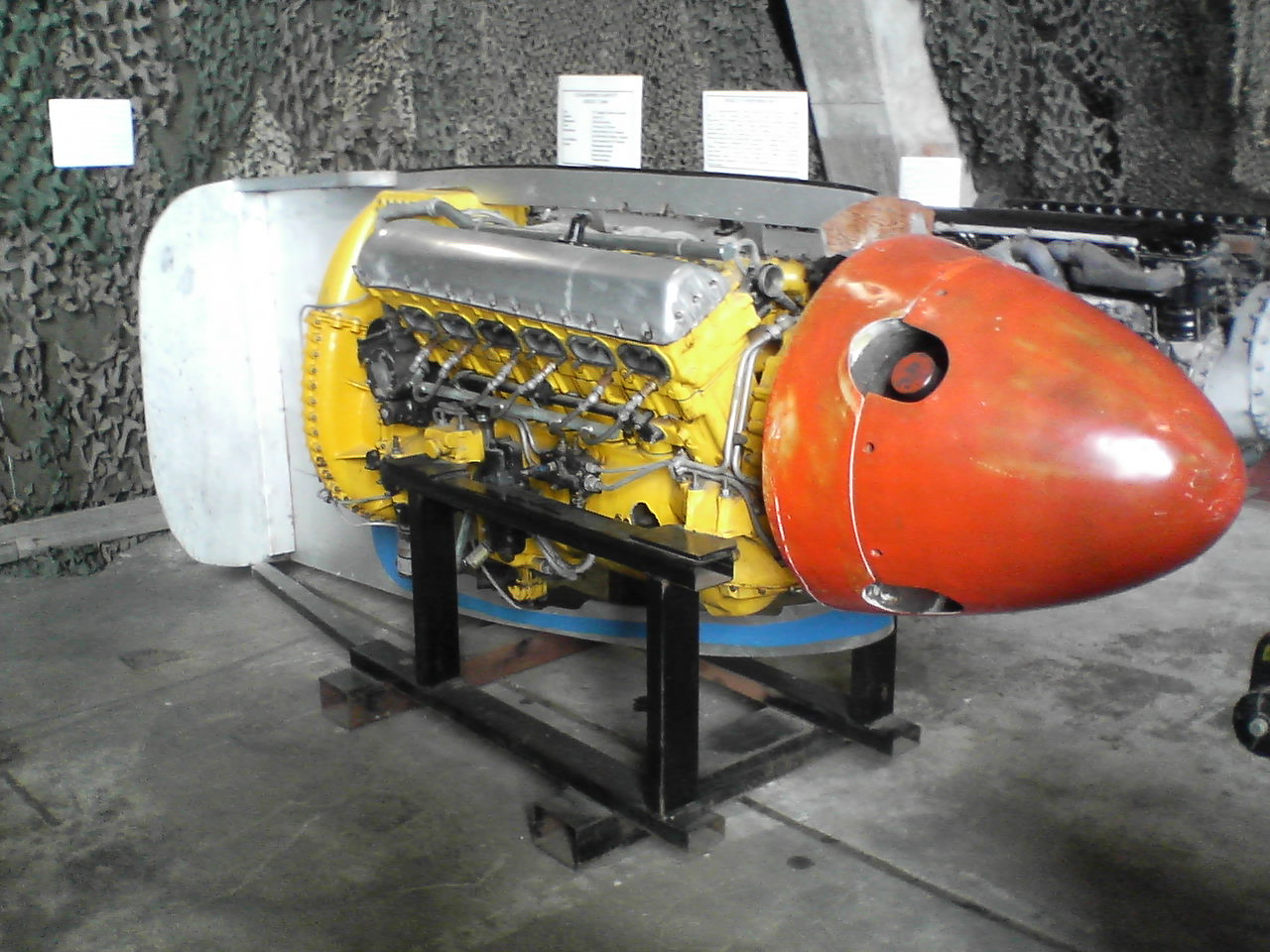
Rolls-Royce Merlin

De Rolls-Royce Merlin is een V-12 vloeistofgekoelde vliegtuigmotor, 60° "V", 27 liter, die gebouwd is gedurende de Tweede Wereldoorlog door Rolls-Royce en onder licentie in de Verenigde Staten. De motor wordt door velen beschouwd als de meest succesvolle vliegtuigmotor die tijdens de Tweede Wereldoorlog is geproduceerd. De naam Merlin komt van de Engelse benaming van de valkachtige vogel smelleken.
Aan het begin van de jaren '30 begon Rolls Royce met de planning van vliegtuigmotoren met een capaciteit van 700 pk (500 kW), genaamd de Rolls-Royce Peregrine. Dit was een gerenoveerde versie van de al bestaande Rolls-Royce Kestrel (V-12, 22 L). De laatste was al met succes gebruikt in een serie van ontwerpen uit de jaren 30.
De vroege Merlins werden gezien als relatief onbetrouwbaar, maar in latere versies zijn er belangrijke verbeteringen doorgevoerd waardoor het een van de meest betrouwbare vliegtuigmotoren van die tijd werd. In de oorlog konden ze uiteindelijk onafgebroken bombardementsmissies aan van acht uur.
Uiteindelijk zijn er rond de 150.000 Merlin-motoren gebouwd.

## Ander gebruik
Een aangepaste versie van de Merlin die onder andere meer staal- en ijzercomponenten bevatte, werd gebruikt in tanks. Deze werd de "Meteor" genoemd en is onder licentie gebouwd door Rover Co Ltd.
Van deze motor bestaat nog een afgeleide uitvoering; de "Meteorite". Hierbij is de oorspronkelijke V12 ingekort tot een V8. Deze werd gemonteerd in de tanktransporter Thornycroft Mighty Antar.
Daarnaast werden de motoren in 1938 gemonteerd in motortorpedoboten.

## Varianten
De volgende lijst met Merlin-varianten is niet compleet. Alle Merlins waren zogenaamde right hand tractor, dat wil zeggen dat de propeller rechtsom draaide van achteren gezien.
- Merlin II of III - 1030 pk (775 kW) bij 3000 rpm op 5500 ft (1680 m). Met octaangetal 100 vergrote (+9lb/sq.in) Boost - 1160 hp (865 kW) bij 3000 rpm op 12.250 ft (3734 m); gebruikt in Spitfire Mk.I en Hurricane Mk.I gevechtsvliegtuigen, Boulton Paul Defiant en Fairey Battle.[6]
- Merlin X - 1130 pk (840 kW) bij 3000 rpm op 5250 ft (1525 m); gebruikt in Halifax Mk.I, Wellington Mk.II en Whitley Mk.V bommenwerpers.
- Merlin XX - 1480 pk (1105 kW) bij 3000 rpm op 6000 ft (1830 m); gebruikt in Hurricane Mk.II en Beaufighter Mk.II gevechtsvliegtuigen, Halifax Mk.II en Lancaster Mk.I bommenwerpers.
- Merlin 32 - 1645 pk (1230 kW) bij 3000 rpm op 2500 ft (760 m); gebruikt in Barracuda Mk.II bommenwerper.
- Merlin 45 - 1515 pk (1130 kW) bij 3000 rpm op 11.000 ft (3353 m); gebruikt in Spitfire Mk.V
- Merlin 46 - 1415 pk (1055 kW) bij 3000 rpm op 14.000 ft (4270 m); grote hoogteversie die werd gebruikt in Spitfire PR.Mk.IV en PR.Mk.VII
- Merlin 50.M- 1585 pk (1182 kW) bij 3000 rpm op 2750 ft (838 m); beperkte hoogteversie met supercharger impeller ingekort tot een diameter van 9,5 inches. Toegestane boost was +18 lb/sq.in. in plaats van +16 lb/sq.in. wat normaal was bij een Merlin 50. Een "negative g"-carburateur werd erin gepast.[7][6]
- Merlin 61 - paste met twee nieuwe two-speed two-stage supercharger en leverde 1565 pk (1170 kW) bij 3000 rpm op 12.250 ft (3740 m) en 1390 hp (1035 kW) bij 3000 rpm 23.500 ft (7170 m); grote hoogteversie gebruikt in Spitfire Mk.VII, Mk.VIII, Mk.IX en PR.Mk.XI
- Merlin 76 & 77 - 1233 pk (920 kW); gebruikt in het Westland Welkin gevechtsvliegtuig voor op grote hoogte en iets later in de Spitfire en de varianten van de Mosquito. Paste in een two-speed, two-stage supercharger en met een carburateur van Bendix-Stromberg. Sommigen vlogen met een drukcabine in de cockpit.
- Merlin 130 & 131. - 2070 pk (1543 kW); herontwerp "slimline" werd gemaakt voor de de Havilland Hornet. Maximale boost was 25 lb (2053mm Hg).
- Merlin 133 & 134 - 2030 pk (1514 kW); Varianten 130/131 werden gebruikt in Sea Hornet F. Mk. 20, N.F. Mk. 21 en P.R. Mk. 22. Maximale boost was verlaagd tot 18 lb (1691 Hg).

## Vliegtuigen met Merlin motor
- Armstrong Whitworth Whitley
- Avro Lancaster
- Avro Lincoln
- Avro York
- Avro Tudor
- Boulton Paul Defiant
- Bristol Beaufighter
- Curtiss P-40 Kittyhawk
- de Havilland Mosquito
- de Havilland Hornet
- Fairey Barracuda

- Fairey Battle
- Fairey Fulmar
- Handley Page Halifax
- Hawker Hurricane and Sea Hurricane
- Hispano Aviacion Ha 1112
- North American P-51 Mustang
- Short Sturgeon
- Supermarine Seafire
- Supermarine Spitfire
- Vickers Wellington
- Westland Welkin